# Supercell (樂團)
supercell是一個日本音樂團體，以作曲及填詞人ryo為中心，成員共有11人，於2007年作為同人音樂團體而成立。除了ryo外，其他10名成員並不負責歌曲工作，而是負責製作插畫、音樂影片等設計工作；所有成員都不會唱歌。
在成立初期，supercell使用虛擬女性歌手軟件「初音未來」作為歌曲主唱，並上載《Melt》歌曲至NICONICO動畫。由於上載的多首歌曲都十分受歡迎，他們獨立製作的同名專輯《supercell》於2008年發行。其後，他們跟日本索尼音樂娛樂簽約，於2009年3月以重新發行的專輯《supercell》出道。
之後，supercell由首張單曲《你所不知道的故事》起的三張單曲都以nagi為主唱。於2011年發行的專輯《Today Is A Beautiful Day》是nagi最後為supercell擔作主唱的作品。為了挑選接下來的作品主唱，他們舉辦甄選會，從中选拔出兩位女孩子——當時15歲的こゑだ和當時17歲的chelly。兩個主唱首次跟supercell合作的單曲都是電視動畫《罪惡王冠》的主題曲，均於2011年發行。
《supercell》和《Today Is A Beautiful Day》均獲日本唱片協會認證為金（即出貨量超過10萬張）。他們亦於2010年獲頒發日本金唱片大獎的五大新人獎。

## 經歷

### 2007 - 2008：組成及獨立發行作品
2007年12月7日，ryo上載了以初音未來為主唱的歌曲《Melt》（メルト）到影片網站NICONICO動畫，該影片的播放次數於一年間已達330萬次。ryo於該影片中使用了一張從壁紙網站找到的圖片，但未經原作者119（讀作，Hikeshi）授權使用。在ryo向119道歉後，由於119很喜歡《Melt》，他向ryo提議合作。其後更多成員加入supercell，他們發行主流出道作品時共有11名成員。在《日本時報》的訪問中，ryo表示他上載《Melt》時沒有很大的企圖或目標，並不像其他人般有意識想當上音樂人。
ryo本來就十分喜愛NICONICO動畫，在該網站也能看到觀看者的留言（因為該網站是視頻彈幕網站），所以他就選擇將歌曲上載到NICONICO動畫。他亦指出最流行初音未來的地方正是NICONICO動畫。另外，他也不是刻意選擇以初音未來為其歌曲主唱，只是他並不認識任何歌手，其後在朋友建議下才選用初音未來。大部份supercell的成員在這之前都不認識初音未來，例如成員huke在Oricon的訪問中曾表示，他在《Melt》大紅之後才知道初音未來是甚麼。
2008年，ryo繼續於NICONICO動畫上載歌曲。他於2月22日上載了《戀愛就是戰爭》（恋は戦争），於5月31日上載了《World is Mine》（ワールドイズマイン），於6月13日上載了《BLACK★ROCK SHOOTER》。這三首歌曲的播放次數都超過100萬次。7月15日，ryo製作了《希望的音色》（キボウノネイロ），這首歌被用作輕小說《聲音×魔法》的形象歌曲。8月，supercell於Comiket 74發行了獨立製作的同名專輯《supercell》。專輯收錄了之前上載至NICONICO動畫的多首歌曲，以及其他未曾公開的歌曲。12月12日，supercell上載了《初戀終結之時》（初めての恋が終わる時）到NICONICO動畫。

### 2009 - 2011：主流出道和主唱nagi
2009年，supercell以同名專輯《supercell》出道。該專輯於3月4日由日本索尼音樂娛樂發行。決定發售這張專輯的過程十分迂迴曲折。首先，主流市場認識「初音未來」的人並不多，也幾乎沒有喜歡VOCALOID及NICONICO動畫的文化的人。然而有工作人員跟ryo說「即使不懂都會去理解跟尊重」，他們就這樣成為專輯發售有關的負責人，亦滿足ryo「不登錄JASRAC」、「把音源再混音」等要求。這個重新發行的版本比獨立製作版本收錄更多歌曲，包括曾於原版附送的畫冊，以及附送收錄了4首歌的音樂影片的DVD。這張專輯於發行首周登上Oricon公信榜專輯周榜第4位，在同年6月亦獲日本唱片協會認證為金（即出貨量超過10萬張）。
其後，ryo邀請nagi為supercell首張單曲《你所不知道的故事》擔任主唱。nagi曾以Gazelle（ガゼル）的名字於NICONICO動畫上載自己演唱的歌曲，為該網站的著名歌手。單曲於8月12日發行，在發行首周取得Oricon公信榜單曲周榜第5位。《你所不知道的故事》被用作動畫《化物語》的片尾曲，單曲內的另外兩首歌曲亦被用在動畫電影《Cencoroll》。在這年，supercell獲頒發日本金唱片大獎的五大新人獎。
supercell的第2張單曲《再見了，回憶》於2010年2月10日發行。第3張單曲《泡沫煙花 / 繁星閃耀之夜》（うたかた花火 / 星が瞬くこんな夜に）則於同年8月25日發行，為一張雙A面單曲。其中《泡沫煙花》是動畫《火影忍者疾風傳》的第14首片尾曲，《繁星閃耀之夜》則是視覺小說《魔法使之夜》的片尾曲。之後，supercell跟同人音樂組合livetune合作，製作了單曲《看着我Baby / Yellow》（こっち向いて Baby / Yellow）。該單曲於同年7月14日發行，被用作《初音未來 -歌姬計劃- 2nd》的主題曲。《看着我Baby》由ryo製作，《Yellow》則由livetune製作；兩首歌曲都由初音未來演唱。supercell其後為《週刊YOUNG JUMP》的增刊號《青春》（アオハル）製作主題曲《英雄》（ヒーロー），該歌曲於11月30日首次公開。
一段長達50分鐘的原創動畫錄影帶（OVA）《BLACK★ROCK SHOOTER》於2010年7月24日發放。這段OVA動畫是以ryo的歌曲《BLACK★ROCK SHOOTER》以及由huke繪畫的音樂影片為基礎來製作的。OVA由山本寬監修，Ordet製作，吉岡忍執導。這段OVA是Ordet首次獨立製作的動畫作品。OVA的部份片段曾於同年7月於Anime Expo會場上播放。
2010年年末，一家為網上同人歌手發行主流作品的唱片公司TamStar Records成立。supercell以及其他同人音樂人，包括livetune等等，都加入了這家唱片公司。TamStar Records於2011年1月17日發行了一張混音專輯《supercell tribute ～Stowaways～ / supercell feat.初音》，作為對supercell的致敬（tribute）。專輯收錄了多首由其他音樂製作人重新混音的supercell歌曲。
supercell的第2張專輯《Today Is A Beautiful Day》於2011年3月16日發行。這是nagi最後一次為supercell擔任主唱。

### 2011年至2014：主唱、chelly、Tia
supercell於2011年舉辦了甄選會，為接下來的作品挑選客席主唱。報名期為5月25日至6月19日。在約2,000名報名者中，15歲的（讀作Koeda）和17歲的chelly成功突圍而出。
其後，supercell跟同人音樂人Dixie Flatline合作製作單曲《積雨雲的塗鴉／Fallin' Fallin' Fallin'》（積乱雲グラフィティ／Fallin' Fallin' Fallin'），於2011年8月31日發行。《積雨雲的塗鴉》由ryo製作，《Fallin' Fallin' Fallin'》則由Dixie Flatline製作；兩首歌曲都由初音未來演唱。其中《積雨雲的塗鴉》被用作為《初音未來 -歌姬計劃- extend》的主題曲。
ryo為電視動畫《罪惡王冠》寫了多首主題曲（片頭曲和片尾曲）。第1首片頭曲《My Dearest》以supercell第4張單曲的形式，於同年11月23日發行。第1首片尾曲《Departures ～送給你的情歌～》（Departures ～あなたにおくるアイの歌～）則是chelly的出道單曲，以組合「EGOIST」的名義於同年11月30日發行。chelly（以及EGOIST）的第2張單曲《The Everlasting Guilty Crown》於2012年3月7日發行，為《罪惡王冠》的第2首片頭曲。EGOIST的兩張單曲都收錄了音樂組合Boom Boom Satellites的混音版本。第2首片尾曲《表白》則收錄於supercell的第5張單曲《表白／我們的足跡》（告白／僕らのあしあと），單曲同樣於2012年3月7日發行。這張單曲的另一首歌曲《我們的足跡》是電視動畫《BLACK★ROCK SHOOTER》的片尾曲。
然後，在同年的9月19日，EGOIST的第一張原創專輯《Extra terrestrial Biological Entities》發售，這專輯除收錄了在罪惡王冠內chelly（以EGOIST名義）所演唱的兩首歌外，亦有電腦遊戲《罪惡王冠 失落的聖誕》同捆OVA的主題曲《Planetes》，以及9首原創樂曲。而在12月中，ryo一口氣創作了兩首新曲，分別為動畫電影《被狙擊的學園》的片頭曲和原創動畫《PSYCHO-PASS》的片尾曲。前曲作為supercell第6張單曲《銀色飛行船》發行，後者則是以EGOIST第三張單曲《沒有名字的怪物》（名前のない怪物）發售。此外，ryo亦開始和另一位當時年僅16歲的Tia合作，他倆第一張合作的單曲為同年12月19日發售的《ラブミーギミー》，這張單曲收錄了動畫《T寶的悲慘日常》的片尾曲《ラブミーギミー》以及由Tia自行作曲作詞的《Palette》。
到了2013年，ryo的工作尚未停止。在3月6日，EGOIST第四張單曲《All Alone With You》發行，新曲為動畫《PSYCHO-PASS》第二期片尾曲。在同月15日，ryo替動畫《魔奇少年》所作的第二首ed《The Bravery》作為supercell第7張單曲發售。接著，ryo與專門學校「HAL」合作，並寫了一首宣傳曲《Yeah Oh Ahhh Oh》，在6月時在iTunes配信。同月12日，supercell第8張單曲《拍手喝采歌合》決定發售，新曲是重製版動畫《刀語》片頭曲，ryo首次挑戰創作古文歌詞以及和風風格的歌曲。到了9月，supercell第三張原創專輯《ZIGAEXPERIENTIA》宣佈發售，正式發行日期為11月27日，這張專輯將收綠由《My dearest》至《拍手喝采歌合》五張單曲的主打曲（有些歌曲以Album Mix的形式重新混音）、《Yeah Oh Ahhh Oh》和8首從未公開的新曲，而初回生産限定盤更特別收錄了一至五單和此專主打歌《No.525300887039》的高清pv，各畫師的插畫以及製作人ryo和主唱koeda的訪問。

### 2014年至2016年：间歇期
由2013年推出《ZIGAEXPERIENTIA》之後，ryo在Supercell上一直沒有任何工作。直到2014年，ryo決定替動畫《流浪神差》創作片尾曲《ハートリアライズ》，並交由Tia主唱，單曲發售日期為3月12日。相隔了半年ryo繼續和tia合作，這次的歌曲是動畫《地球隊長》的片尾曲《The Glory Days》，一開始暫定於9月17日發行，不過之後延遲至同年10月15日。至於在2014年11月19日，EGOIST的第五張單曲發售，主打歌《Fallen》是動畫新作《PSYCHO-PASS》第二季的片尾曲。
同時，主唱こゑだ亦宣佈獨立，脫離Supercell，並於2015年6月3日推出個人專輯，令原本已經久久沒有新曲推出的Supercell更雪上加霜。而Supercell的第九首單曲《Great Distance》則以ryo (supercell) feat.chelly的名義於2015年5月20日推出。
而另一邊的Egoist則於2015年接下伊滕計劃三部小說動畫化的主題曲工作，於同年11月推出《リローデッド》，取得Oricon最高第6位的成績。在2015年11月25日，Tia亦為《野良神 ARAGOTO》推出第4隻單曲《ニルバナ》。而在2016年Egoist亦為《甲鐵城的卡巴內里》演唱了片頭曲，主唱Chelly更與Aimer及澤野弘之合作，演唱片尾曲。結果2016年5月11日推出的片尾曲《ninelie》取得Oricon最高第9位的成績，片頭曲《KABANERI OF THE IRON FORTRESS》更於首日獲得首位，首週取得Oricon第2位的成績。
2016年6月10日，在niconico网站沉寂了7年余的ryo以Ryo的名義上传了新作《罪的名字》，并写了数千字的后记以及一篇通知，也更新了尘封6年的Twitter。此作品另被授权作为《初音未来 -Project DIVA- X》的主题曲。
《罪的名字》令ryo再次受人註目，而在2016年7月11日，Supercell正式招募新主唱，並於同年8月31日截止。
2017年6月9日，動畫《狂賭之淵》正式公佈其片頭曲《Deal with the devil》由Tia擔任，並於8月23日推出，Tia亦首次展示了自己的上半臉。同年7月播出的動畫《Fate/Apocrypha》片頭曲《英雄 運命の詩》則由Egoist擔任，並於8月16日推出，為Egoist轉到SACRA MUSIC後的第一首單曲。

### 2017年至今：突破、重新出發
Supercell的歌基本一向由ryo作詞、作曲、編曲，即使Tia和Egoist的歌，甚至KOTOKO的《Light My Fire》也是。這是ryo一向的作風。
然而，2017年7月，ryo和小林武史共同擔任桐嶋ノドカ的音樂製作人，为COMICO漫畫的真人電影《爪先の宇宙》(趾尖的宇宙)提供主題曲，是Ryo首次和其他人合作負責製作。
2017年11月29日，前主唱こゑだ推出《モンシロチョウ》，其中作詞作曲皆是こゑだ負責，編曲則由ryo及二村学二人負責。
2017年12月24日，Ryo以「ryo (supercell) × やなぎなぎ」的名義在niconico及Youtube推出《メルト 10th ANNIVERSARY MIX》，找了前主唱やなぎなぎ重新錄製及作出修改，并首次公開給人下載声軌及近萬字的十年回想《atogaki》，並在文中表示感谢やなぎなぎ的參與及希望能再和合作。

## 作風
ryo在作詞方面，表示會「不去藻飾」、「直接採用初次浮現的靈感」、「打從開始就沒有預設要給人唱的這個條件」。因為「人唱歌的話，就會把『這我會害臊』或是『再考慮一下別的詞語』這些多餘的裝飾放進去」，「正因為是讓機械去唱歌，不管多令人羞怯的歌詞都可以毫無猶豫地寫下去」。
在NICONICO動畫，上傳的歌曲會被很多不同的人翻唱，被稱為「試唱」（歌ってみた）的影片，supercell的歌曲亦有很多衍生的影片存在。ryo表示「只要不是為了營利，『儘管放手去做、盡量去用』是我們supercell真誠的心聲」、「能夠這麼受到愛戴是創作者的榮幸」，並未特別加以設限。

## 成員
supercell以ryo為中心，由11名成員組成。ryo負責歌曲製作，包括填詞、作曲等等。其他成員則負責繪圖、動畫、設計、音樂影片等部份。
- ryo（聲音）
- 三輪士郎（繪圖）
- redjuice（繪圖）
- huke（繪圖）
- （繪圖）
- （繪圖和動畫）
- 宇佐義大（設計）
- （繪圖支援）
- 丙8郎（繪圖支援和攝影）
- crow（支援）
- golv（支援）

### 前成員
- 119（ひけし）（繪圖）

## 音樂作品

### 單曲
| 枚   | 发售日         | 名称                         | 規格編號 | 規格編號                | 主唱      | 最高位                     |
| 枚   | 发售日         | 名称                         | 初回限定盤 | 通常盤                  | 主唱      | 最高位                     |
| ---- | -------------- | ---------------------------- | --- | ----------------------- | --------- | -------------------------- |
| 1st  | 2009年8月12日  | 你所不知道的故事 （君の知らない物語）        | SRCL-7079 ～ SRCL-7080 | SRCL-7081               | Nagi      | 第5位 日本唱片銷售認證：金 |
| 2nd  | 2010年2月10日  | 再見了，回憶 （さよならメモリーズ）            | SRCL-7201 ～ SRCL-7202 | SRCL-7203               | Nagi      | 第7位                      |
| 3rd  | 2010年8月25日  | 泡沫煙花 / 繁星閃耀之夜 （うたかた花火 / 星が瞬くこんな夜に） | SRCL-7331 ～ SRCL-7332 | SRCL-7333               | Nagi      | 第9位                      |
| 4th  | 2011年11月23日 | My Dearest                   | SRCL-7793 ～ SRCL-7794 | SRCL-7795               | こゑだ    | 第10位                     |
| 5th  | 2012年3月7日   | 表白 / 我們的足跡 （告白 / 僕らのあしあと）       | ：SRCL-7883 ～ SRCL-7884 ：SRCL-7881 ～ SRCL-7882 | ：SRCL-7886 ：SRCL-7885 | こゑだ    | 第8位                      |
| 6th  | 2012年12月19日 | 銀色飛行船 （銀色飛行船）              | CD+Blu-ray：SRCL-8190 ～ SRCL-8191 CD+DVD：SRCL-8192 ～ SRCL-8193                                                                                                  | SRCL-8194               | こゑだ    | 第11位                     |
| 7th  | 2013年3月13日  | The Bravery                  | CD+Blu-ray：SRCL-8241 ～ SRCL-8242 CD+DVD：SRCL-8243 ～ SRCL-8244                                                                                                  | SRCL-8245               | こゑだ    | 第11位                     |
| 8th  | 2013年6月12日  | 拍手喝采歌合 （拍手喝采歌合）            | CD+Blu-ray：SRCL-8280 ～ SRCL-8281 CD+DVD：SRCL-8282 ～ SRCL-8283                                                                                                  | SRCL-8284               | こゑだ    | 第9位                      |
| 9th  | 2015年5月20日  | Great Distance               | CD+Blu-ray：SRCL-8810 ～ SRCL-8811 CD+DVD：SRCL-8812 ～ SRCL-8813                                                                                                  | SRCL-8814               | Chelly    | 第18位                     |
| 10th | 2019年9月11日  | #Love                        | 完全生産限定盤（CD+Blu-ray）：SRCL-11270 ～ SRCL-11272 初回生産限定盤A（CD+Blu-ray）：SRCL-11273 ～ SRCL-11275 初回生産限定盤B（CD+DVD）：SRCL-11276 ～ SRCL-11278 | SRCL-11279              | Ann及gaku | 第44位                     |

### 合作單曲
| 張數 | 發行日期      | 標題                                        | 主唱     | 唱片公司 | Oricon公信榜 最高排名 | 信诺榜 最高排名 |
| ---- | ------------- | ------------------------------------------- | -------- | -------- | --------------------- | --------------- |
| 1st  | 2009年8月12日 | 看着我Baby / Yellow （こっち向いて Baby / Yellow）                    | 初音未來 | SOULTAG  | 第9名                 | 第6名           |
| 2nd  | 2010年2月10日 | 積雨雲的塗鴉 / Fallin' Fallin' Fallin' （積乱雲グラフィティ / Fallin' Fallin' Fallin'） | 初音未來 | SOULTAG  | 第19名                | 第5名           |
| 3rd  | 2012年8月29日 | ODDS&ENDS / Sky of Beginning                | 初音未來 | SOULTAG  | 第14名                | 第4名           |

### 专辑
| 枚  | 发售日         | 名称                     | 規格編號               | 規格編號               | 規格編號    | 主唱     | 最高位                     |
| 枚  | 发售日         | 名称                     | 初回限定盤 CD+BD       | 初回限定盤 CD+DVD      | 通常盤      | 主唱     | 最高位                     |
| --- | -------------- | ------------------------ | ---------------------- | ---------------------- | ----------- | -------- | -------------------------- |
| 1st | 2009年3月4日   | supercell                |                        | MHCL-1493/5            | MHCL-1496/7 | 初音未來 | 第4位 日本唱片銷售認證：金 |
| 2nd | 2011年3月16日  | Today Is A Beautiful Day |                        | SRCL-7486 ～ SRCL-7487 | SRCL-7488   | nagi     | 第3位 日本唱片銷售認證：金 |
| 3rd | 2013年11月27日 | ZIGAEXPERIENTIA          | SRCL-8410 ～ SRCL-8412 | SRCL-8413 ～ SRCL-8415 | SRCL-8416   | こゑだ   | 第7位                      |

### EGOIST名義發表

#### 單曲
| 編號 | 發售日         | 標題                          | 規格編號    | 規格編號  | 規格編號              | Oricon最高排名 |
| 編號 | 發售日         | 標題                          | 初回限定盤  | 通常盤    | 期間生產限定盤/動畫盤 | Oricon最高排名 |
| ---- | -------------- | ----------------------------- | ----------- | --------- | --------------------- | -------------- |
| 1st  | 2011年11月30日 |                               | SVWC-7796   | SVWC-7798 |                       | 第8名          |
| 2nd  | 2012年3月7日   | The Everlasting Guilty Crown  | SVWC-7832   | SVWC-7834 |                       | 第7名          |
| 3rd  | 2012年12月5日  |                               | SRCL-8147   | SRCL-8149 |                       | 第6名          |
| 4th  | 2013年3月6日   | All Alone With You            | SRCL-8238/9 | SRCL-8240 |                       | 第6名          |
| 5th  | 2014年11月19日 | Fallen                        | SRCL-8637/8 | SRCL-8639 |                       | 第9名          |
| 6th  | 2015年11月11日 |                               | SRCL-8925/6 | SRCL-8927 |                       | 第6名          |
| 7th  | 2016年5月25日  | KABANERI OF THE IRON FORTRESS | SRCL-9068/9 | SRCL-9070 |                       | 第2名          |
| 8th  | 2017年8月16日  |                               | VVCL-1078/9 | VVCL-1080 | VVCL-1081/2           | 第5名          |
| 9th  | 2019年5月15日  |                               | VVCL-1440/2 | VVCL-1443 | VVCL-1444/5           | 第8名          |

#### 配信限定
| 編號 | 發售日         | 標題                | 發售形態     |
| ---- | -------------- | ------------------- | ------------ |
| 1st  | 2013年11月6日  |                     | 數位下載限定 |
| 2nd  | 2016年11月23日 | Welcome to the *fam | 數位下載限定 |

#### 專輯
| 編號   | 發售日         | 標題                                  | 規格編號                          | 規格編號  | Oricon最高排名 |
| 編號   | 發售日         | 標題                                  | 初回限定盤                        | 通常盤    | Oricon最高排名 |
| ------ | -------------- | ------------------------------------- | --------------------------------- | --------- | -------------- |
| 1st    | 2012年9月19日  | Extra terrestrial Biological Entities | SRCL-8091/2                       | SRCL-8093 | 第9名          |
| 精選輯 | 2017年12月27日 | GREATEST HITS 2011-2017 "ALTER EGO"   | VVCL-1151/2（A） VVCL-1153/4（B） | VVCL-1155 | 第4名          |

### Tia名義發表

#### 單曲
| 編號 | 發售日         | 標題                | 規格編號     | 規格編號   | Oricon最高位 |
| 編號 | 發售日         | 標題                | 初回限定盤   | 通常盤     | Oricon最高位 |
| ---- | -------------- | ------------------- | ------------ | ---------- | ------------ |
| 1st  | 2012年12月19日 | ラブミーギミー      | SVWC-7917/8  | SVWC-7919  | 第21位       |
| 2nd  | 2014年3月12日  | ハートリアライズ    | AVCA-74234/B | AVCA-74235 | 第17位       |
| 3rd  | 2014年10月15日 | The Glory Days      | EYCA-10046/B | EYCA-10047 | 第34位       |
| 4th  | 2015年11月25日 | ニルバナ            | EYCA-10628/B | EYCA-10629 | 第46位       |
| 5th  | 2017年8月23日  | Deal with the devil | EYCA-11489/B | EYCA-11490 | 第35位       |

### 同人音樂
| 類別 | 發行日期       | 標題      | 主唱     |
| ---- | -------------- | --------- | -------- |
| 單曲 | 2007年12月31日 |           | 初音未來 |
| 專輯 | 2008年8月16日  | supercell | 初音未來 |
| 單曲 | 2008年12月29日 |           | 初音未來 |

## 註腳
1. ↑  在《拍手喝采歌合》單曲封面以及宣傳期間曾用超大型積雨雲（日语：超大型積乱雲）作為漢字團體名稱。
2. 1 2  原網址：Melt （页面存档备份，存于）
3. ↑  原網址：戀愛就是戰爭 （页面存档备份，存于）
4. ↑  原網址：World is Mine （页面存档备份，存于）
5. ↑  原網址：BLACK★ROCK SHOOTER （页面存档备份，存于）
6. ↑  原網址：初戀終結之時 （页面存档备份，存于）
7. ↑  原網址：罪的名字 （页面存档备份，存于）
8. ↑  原網址：[🎵 -1 & Inst & atogaki (Free !)https://www.youtube.com/watch?v=4YHUamjfJ0k （页面存档备份，存于） 声軌及《atogaki》]

## 外部連結
- supercell官方網站（页面存档备份，存于）（日語）
- supercell成員網誌（页面存档备份，存于）（日語）
- supercell@Sony Music（页面存档备份，存于）（日語）
- supercell官方fb粉絲團（页面存档备份，存于）（日語）